# كأس ويلز 1967–68
كأس ويلز 1967–68 (بالإنجليزية: 1967–68 Welsh Cup)‏ هو موسم من كأس ويلز. فاز فيه كارديف سيتي.